# 彭瓏
彭瓏（1613年—1689年），字雲客，號一庵，直隸蘇州府吳縣人，祖籍江西臨江府清江縣（今樟樹市），清朝政治人物、文人。狀元彭定求父。

## 生平
早年有感於明末復社被魏黨抨擊致使明賢淪喪，與宋德宜、尤侗等人創立慎交社，一時四方絡繹，地方名宦和士紳群起響應，紛紛積極入社。
順治十四年（1657年）丁酉科順天鄉試舉人，十六年（1659年）己亥科二甲第六十六名進士。授廣東長寧縣知縣，有惠政，但卻遭同僚排擠中傷而被罷官免職。
彭瓏歸里後，在家鄉講學授課，將所居住的房屋命名為志矩齋。每月的初一與十五，都會邀諸生在文星閣下以文會友，其門下學生多嚴謹修飭之士，江寧巡撫湯斌欣賞其學問，常屏除侍從親自登門拜訪，康熙二十八年（1689年）卒，享年七十七歲，葬於玉遮山，門人私諡“仁簡”。

## 著作
著有《孝經纂注》一卷等。